# Crepidium yamapense
Crepidium yamapense là một loài thực vật có hoa trong họ Lan. Loài này được (Marg., Szlach. & Rutk.) Marg. mô tả khoa học đầu tiên năm 2002.